# 캄포산토 모누멘탈레

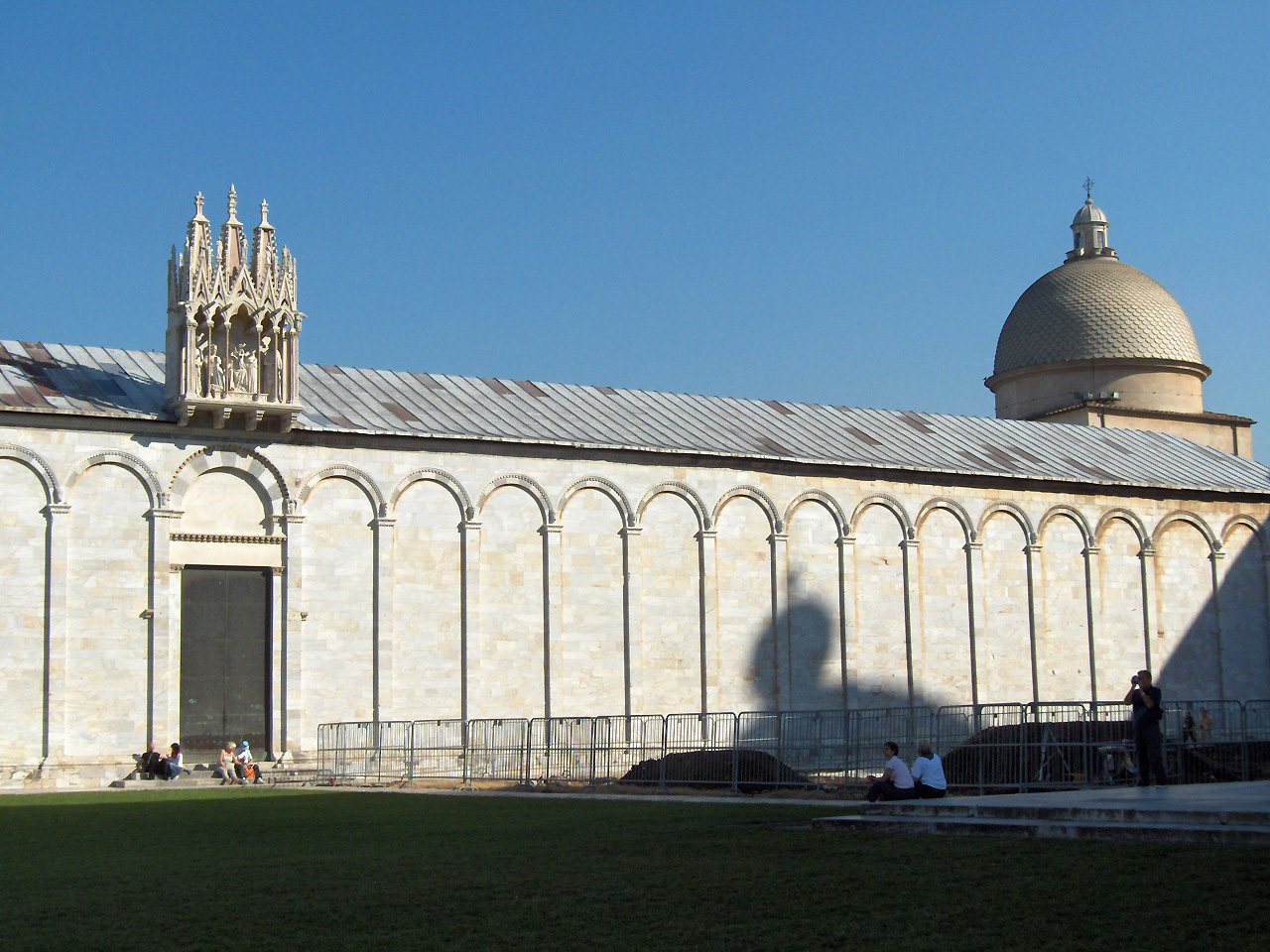
캄포산토 모누멘탈레

캄포산토 모누멘탈레(이탈리아어: Camposanto Monumentale)은 이탈리아 피사에 있는 묘소이다. 피사 대성당 북쪽에 있는 연속으로된 아치 형태의 건축물로, 복도 벽에는 14세기에 그려진 벽화가 있었다. 그러나 제2차 세계 대전의 공습으로 대부분 소실되어 버렸다.